# Ходж, Элдис
Э́лдис Алекса́ндр Бэ́зил Ходж (англ. Aldis Alexander Basil Hodge, род. 20 сентября 1986 года, Нью-Йорк) — американский актёр. Наиболее известен по роли Алека Хардисона в телесериале «Воздействие». С 2019 г. играл в 3-х сезонах одну из главных ролей в телесериале «Город на холме» с Кевином Бейконом.

## Жизнь и карьера
Элдис Ходж родился 20 сентября 1986 года в Онслоу, Северная Каролина. Оба его родителя — Элдис Бэзил Ходж и Иолетта Эванджелин Ричардсон — служили в корпусе морской пехоты США. Мать Ходжа из штата Флориды, а его отец из Доминиканы. Элдис является младшим братом актёра Эдвина Ходжа. В детстве Ходж играл на кларнете и скрипке, однако повзрослев, сосредоточился исключительно на скрипке; в возрасте восемнадцати лет он приобрёл свою первую личную скрипку. Кроме актёрства Ходж занимается дизайном часов, пишет и рисует.
В 2007 году в день своего совершеннолетия он получил роль в телесериале «Воздействие».
В 2008 году был номинирован на премию «Сатурн» за лучшую мужскую роль второго плана в этом телесериале, однако награда ушла Аарону Полу из «Во все тяжкие».

## Избранная фильмография
Полную фильмографию см. в английском разделе.
| Год        |    | Русское название                            | Оригинальное название          | Роль                         |
| ---------- | -- | ------------------------------------------- | ------------------------------ | ---------------------------- |
| 1995       | ф  | Крепкий орешек 3: Возмездие                 | Die Hard with a Vengeance      | Рэймонд                      |
| 2008 —2012 | с  | Воздействие                                 | Leverage                       | Алек Хардисон                |
| 2013       | ф  | Крепкий орешек: Хороший день, чтобы умереть | A Good Day to Die Hard         | лейтенант Фокси              |
| 2013       | ф  | Группировка «Восток»                        | The East                       | Тумбс                        |
| 2015       | ф  | Голос улиц                                  | Straight Outta Compton         | MC Ren                       |
| 2016       | ф  | Скрытые фигуры                              | Hidden Figures                 | Леви Джексон                 |
| 2016       | ф  | Джек Ричер 2: Никогда не возвращайся        | Jack Reacher: Never Go Back    | капитан Энтони Эспин         |
| 2019—2022  | с  | Город на холме                              | City on a Hill                 | Декурси Уорд                 |
| 2020       | ф  | Человек-невидимка                           | The Invisible Man              | детектив Джеймс Ланьер       |
| 2020       | ф  | Одна ночь в Майами                          | One Night in Miami...          | Джим Браун                   |
| 2022       | мф | Зелёный Фонарь: Берегись моей силы          | Green Lantern: Beware My Power | Джон Стюарт / Зелёный Фонарь |
| 2022       | ф  | Чёрный Адам                                 | Black Adam                     | Картер Холл / Человек-ястреб |